# أبيل إرليخ
أبيل إرليخ (بالعبرية: אבל ארליך‏) هو ملحن إسرائيلي، ولد في 3 سبتمبر 1915 في زيلينوغرادسك في روسيا، وتوفي في 30 أكتوبر 2003 في تل أبيب في إسرائيل.